# Trelleborgs Fotbollförening
Il Trelleborgs Fotbollförening, meglio noto come Trelleborgs FF o semplicemente Trelleborg, è una società calcistica svedese con sede nella città di Trelleborg. Milita in Superettan, la seconda divisione del campionato svedese.
Il Vångavallen, che ospita le partite interne, ha una capacità di circa 10 000 spettatori.

## Storia
Il club è stato fondato il 6 dicembre 1926, ma la prima promozione in Allsvenskan arrivò solo al termine del campionato 1984.
È stata però la prima metà degli anni '90 a rappresentare il periodo di maggior splendore della squadra. Nel 1992 il Trelleborg ha chiuso al terzo posto in classifica qualificandosi per il Mästerskapsserien, mentre l'anno successivo ha conseguito un quarto posto.
L'unica partecipazione del Trelleborg alle coppe europee è avvenuta in occasione della Coppa UEFA 1994-1995, quando la squadra è riuscita a eliminare il Blackburn Rovers nell'anno in cui gli inglesi vinsero la Premier League. L'eliminazione dalla competizione avvenne ai sedicesimi di finale ad opera della Lazio, dopo lo 0 a 0 in Svezia e la sconfitta per 1 a 0 a Roma.
Nel corso degli anni seguenti, i biancoblu sono sempre riusciti a conquistare la salvezza, fino a quando hanno chiuso l'Allsvenskan 2001 all'ultimo posto e sono retrocessi. Nel 2004 il Trelleborg ha disputato nuovamente l'Allsvenskan, retrocedendo però a fine stagione. Tre anni più tardi, la squadra è tornata a militare nella massima serie, giocandovi per cinque stagioni di fila. Notevole il quinto posto in classifica ottenuto al termine dell'Allsvenskan 2010.
Dal 2012 al 2017 il Trelleborg ha disputato tre stagioni in Superettan (2012, 2016, 2017) e tre in Division 1 (2013, 2014, 2015), prima di conquistare una nuova promozione in Allsvenskan il 19 novembre 2017 al termine del doppio spareggio promozione contro lo Jönköpings Södra.
Il massimo campionato appena conquistato, però, si rivela essere molto più complicato del previsto. Il club termina la stagione all'ultimo posto con soli 15 punti (3 vittorie e 6 pareggi) mantenendo anche i record negativi di peggior attacco e peggior difesa del torneo. Dal 2019 il club torna a giocare in Superettan.

## Palmarès

### Competizioni nazionali
- Superettan: 1

2006
- Division 1: 1

2015

### Competizioni internazionali
- Coppa Piano Karl Rappan: 1

1993

### Altri piazzamenti
- Superettan:

Terzo posto: 2017
Promozione: 2003
- Division 1:

Vittoria play-off: 1991

## Organico

### Rosa 2021
Aggiornata al 21 aprile 2021.
| N. |                      | Ruolo | Calciatore        |
| -- | -------------------- | ----- | ----------------- |
| 1  | Danimarca (bandiera) | P     | Kasper Kristensen |
| 2  | Svezia (bandiera)    | D     | Fritiof Björkén   |
| 3  | Svezia (bandiera)    | D     | Niklas Vesterlund |
| 4  | Danimarca (bandiera) | D     | Kalle Larsson     |
| 5  | Svezia (bandiera)    | D     | Anton Tideman     |
| 6  | Svezia (bandiera)    | D     | Jesper Modig      |
| 7  | Svezia (bandiera)    | C     | Petar Petrović    |
| 8  | Svezia (bandiera)    | C     | Herman Hallberg   |
| 9  | Svezia (bandiera)    | A     | Dženis Kozica     |
| 10 | Ghana (bandiera)     | A     | Fatawu Safiu      |
| 11 | Svezia (bandiera)    | C     | Henrik Johansson  |
| 12 | Svezia (bandiera)    | P     | Hampus Nilsson    |

| N. |                    | Ruolo | Calciatore           |
| -- | ------------------ | ----- | -------------------- |
| 14 | Svezia (bandiera)  | A     | Måns Söderqvist      |
| 16 | Svezia (bandiera)  | C     | Noah Tillberg        |
| 17 | Svezia (bandiera)  | D     | Isak Jönsson         |
| 18 | Nigeria (bandiera) | A     | Henry Offia          |
| 19 | Svezia (bandiera)  | C     | Tobias Karlsson      |
| 20 | Libano (bandiera)  | C     | Mouhammed-Ali Dhaini |
| 21 | Siria (bandiera)   | C     | Simon Amin           |
| 22 | Svezia (bandiera)  | C     | Johan Blomberg       |
| 23 | Svezia (bandiera)  | D     | Fredrik Liverstam    |
| 24 | Svezia (bandiera)  | C     | Mattias Håkansson    |
| 26 | Svezia (bandiera)  | C     | Haris Brkić          |
| 31 | Svezia (bandiera)  | P     | Merlin Nuhanovic     |